# Kirche Obehlischken
Die Kirche in Obehlischken (russisch Кирха Обелишкена) – von 1938 bis 1946 hieß der Ort Schulzenhof – ist eine neuromanische Backsteinkirche aus dem zu Ende gehenden 19. Jahrhundert und war bis 1945 evangelisches Gotteshaus für die Bewohner im Kirchspiel des heute Selenzowo genannten Dorfes im ehemaligen Ostpreußen. Heute stehen nur noch die Außenmauern des Kirchengebäudes.

## Geographische Lage
Selenzowo liegt 15 Kilometer südwestlich der Stadt Tschernjachowsk (Insterburg) und gehört zur Swobodnenskoje selskoje posselenije (Landgemeinde Swoboda (Jänischken, 1938–1946 Jänichen)) im Rajon Tschernjachowsk (Kreis Insterburg) in der russischen Oblast Kaliningrad (Gebiet Königsberg (Preußen)). Durch den Ort verläuft eine Nebenstraße, die von Podgornoje (Wiepeningken, 1928–1946 Staatshausen) an der russischen Fernstraße A 229 nach Swoboda (Jänischken, 1938–1946 Jänichen) an der Fernstraße A 197 führt. Die nächste Bahnstation ist Pastuchowo (Waldhausen) an der Bahnstrecke Kaliningrad–Nesterow (Königsberg–Stallupönen/Ebenrode).
Der Standort der Kirche befindet sich im Dreieck der Straßen bzw. Landwege nach Podgornoje, Ugrjumowo (Matheningken, 1938–1946 Mattenau) bzw. zur Ortsstelle des früheren Forstamtes Saubucht (heute nicht mehr existent).

## Kirchengebäude

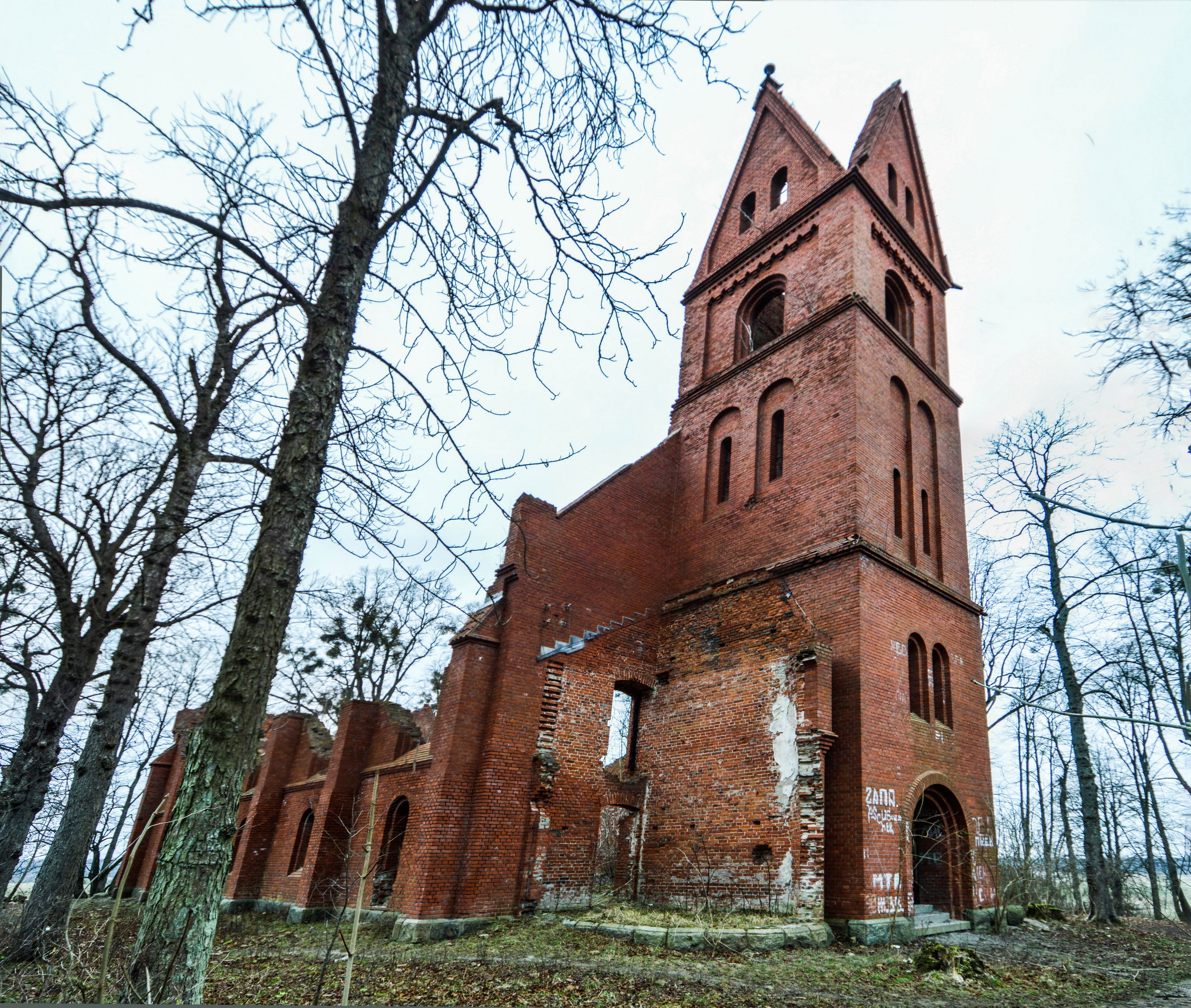
Ruine der Dorfkirche

Im Jahre 1846 wurde in Obehlischken mit dem Bau einer provisorischen Kirche begonnen, die nach fast zehnjähriger Bauzeit am  2. Dezember (1. Advent) 1855 eingeweiht wurde. Es handelte sich um einen Fachwerkbau, der als Verlängerung an das Schulgebäude angebaut wurde, so dass beide Räumlichkeiten vergrößert werden konnten. Im Giebel gab es durchbrochene bemalte Holzarbeiten mit drei spitzbögigen Fenstern als Lichtquelle für den Altarraum. Die gewölbte Decke war bemalt, an drei Seiten Emporen eingezogen. Die oktogonale Kanzel ruhte auf einem Pfeiler an der Seite des Altars.
Am 25. Mai 1888 erfolgte dann die Grundsteinlegung für den Bau einer neuen Kirche. Das Bauwerk wurde von Maurermeister Fritz Bludau aus Insterburg (heute russisch: Tschernjachowsk) errichtet. Es handelte sich um einen geräumigen roten Ziegelbau mit einem stattlichen Turm, der am 11. Oktober 1889 feierlich eingeweiht wurde. Im Jahre 1904 erhielt das Gotteshaus eine Orgel.
Die Kirche kam relativ unversehrt durch die beiden Kriege im 20. Jahrhundert. Bereits im Jahre 1945 jedoch wurde das Gebäude zweckentfremdet und diente als Kartoffellager, die Glocken und die Orgel fanden sich auf der Straße wieder. Der Altar und die Kirchenbänke waren in einem nahegelegenen Garten aufgebaut, wo sie für Feierlichkeiten genutzt wurden. 1946 wurden diese letzten Ausstattungsreste verfeuert. Heute stehen nur noch die Außenmauern des Kirchenschiffs und des Turms, dessen Dach eingestürzt ist. Die Kirchenruine steht unter staatlichem Schutz, Erhaltungsmaßnahmen sind an dem jetzt von Vandalismus betroffenen Gebäude noch nicht zu erkennen.

## Kirchengemeinde
Erst seit 1846 ist Obehlischken ein evangelisches Kirchdorf. Bis zur Fertigstellung einer Interimskirche allerdings dauerte es zehn Jahre. Bis dahin feierte man die Gottesdienste in der Schule. Damals wurde hier eine Pfarrei errichtet, deren Kirchspiel aus Orten entstand, die bisher zur Kirche Norkitten (heute russisch: Meschduretschje) bzw. zur Kirche Didlacken (1938–1946: Dittlacken, heute russisch: Telmanowo) gehörten. Die Kirchengemeinde Obehlischken wurde in den Kirchenkreis Insterburg (Tschernjachowsk) in der Kirchenprovinz Ostpreußen der Kirche der Altpreußischen Union eingegliedert, dem sie bis 1945 angehörte. Im Jahre 1925 zählte das Kirchspiel Obehlischken 2000 Gemeindeglieder, die in 19 Orten wohnten.
Die Flucht und Vertreibung der einheimischen Bevölkerung sowie die restriktive Kirchenpolitik der Sowjetunion ließen nach 1945 das kirchliche Leben in Selenzowo zum Erliegen kommen. 
In der Oblast Kaliningrad entstanden in den 1990er Jahren neue evangelisch-lutherische Kirchengemeinden, darunter die – Selenzowo am nächsten liegend – in Tschernjachowsk. Dort wurde ein Pfarrsitz für die Kirchenregion Tschernjachowsk errichtet, die der Propstei Kaliningrad der Evangelisch-lutherischen Kirche Europäisches Russland (mit Sitz in Moskau) zugeordnet ist.

### Kirchspielorte
Zum überschaubar großen Kirchspiel der Kirche Obehlischken (Schulzenhof) gehörten bis 1945 – neben dem Pfarrort – 18 Ortschaften (* = Schulort):
| Deutscher Name                        | Änderungsname 1938–1946 | Russischer Name |  | Deutscher Name    | Änderungsname 1938–1946 | Russischer Name  |  |
| ------------------------------------- | ----------------------- | --------------- |  | ----------------- | ----------------------- | ---------------- |  |
| *Ackmenischken                        | Sittenfelde             | Udarnoje        |  | Kirschland, Forst |                         |                  |  |
| Birkenwalde, Forst                    |                         |                 |  | Klein Wittgirren  | Kleinwittgern           |                  |  |
| Eichenwalde, Forst                    |                         |                 |  | Kumpchen          |                         | Maloje Selenzowo |  |
| Eszeratschen 1936–1938: Escheratschen | Eschenhang              | Losowoje        |  | *Matheningken     | Mattenau                | Ugrjumowo        |  |
| *Friedensfelde                        |                         |                 |  | Romanuppen        | Ruppen                  | Sawino           |  |
| Görschenwalde, Forst                  |                         |                 |  | Saubucht, Forst   |                         |                  |  |
| Groß Wittgirren                       | seit 1928: Mittenwalde  | Rodnikowo       |  | Schernupchen      | Kirschland              |                  |  |
| Jagdhaus, Forst                       |                         |                 |  | *Skungirren       | Scheunenort             | Penki            |  |
| Kastaunen                             |                         |                 |  | Wittgirren        | Wittgern                | Belomorskoje     |  |

Von den 19 Orten des Kirchspiels existieren heute nur noch vier: Penki, Rodnikowo, Selenzowo und Ugrjumowo.

### Pfarrer
An der Kirche in Obehlischken (Schulzenhof) amtierten zwischen 1846 und 1945 neun lutherische Geistliche:
| - Friedrich Gustav Dewitz, 1846–1857 - Friedrich August Riß, 1857–1868 - Friedrich Wilhelm Hermann Oloff, 1869–1877 - Johann Ernst August Heinrici, 1877–1881 - Carl Wilhelm Hugo Freyberg, 1882–1886 - Ferdinand Louis Fr. Schawaller, 1886–1889 - Richard Rudolf Otto Tägen, 1889–1899 - Gustav Adolf Rosenberg, 1899–1933 - Richard Warszas, 1934–1945 |

## Verweise

### Weblink
- Thomas Schröder, Obehlischken - Schulzenhof